# Liber valoris
Der Liber valoris, Kurzbezeichnung für Liber valoris ecclesiarum Coloniensis dioceses (wörtlich „Werte-Buch der Kirchen der Diözese Köln“), ist ein Steuerverzeichnis der Kölner Erzbischöfe. Es enthält Angaben über die Einkünfte sämtlicher kirchlicher Institutionen im Erzbistum Köln und diente dazu, die Abgaben der kirchlichen Einrichtungen zu taxieren. Der Liber valoris liegt in mehreren Fassungen vor, die vom 13. bis zum 16. Jahrhundert Verwendung fanden. Die älteren Fassungen sind nicht mehr erhalten. Die älteste noch nachvollziehbare Version, die im Landesarchiv Nordrhein-Westfalen Abteilung Rheinland liegt, wird dem Jahr 1308 zugeordnet – sie existiert allerdings nur noch als  Abschrift aus der Zeit um 1400. Die Originalfassung aus  ca. 1300/1308 wurde von dem damaligen Kölner Erzbischof Heinrich II. von Virneburg veranlasst.

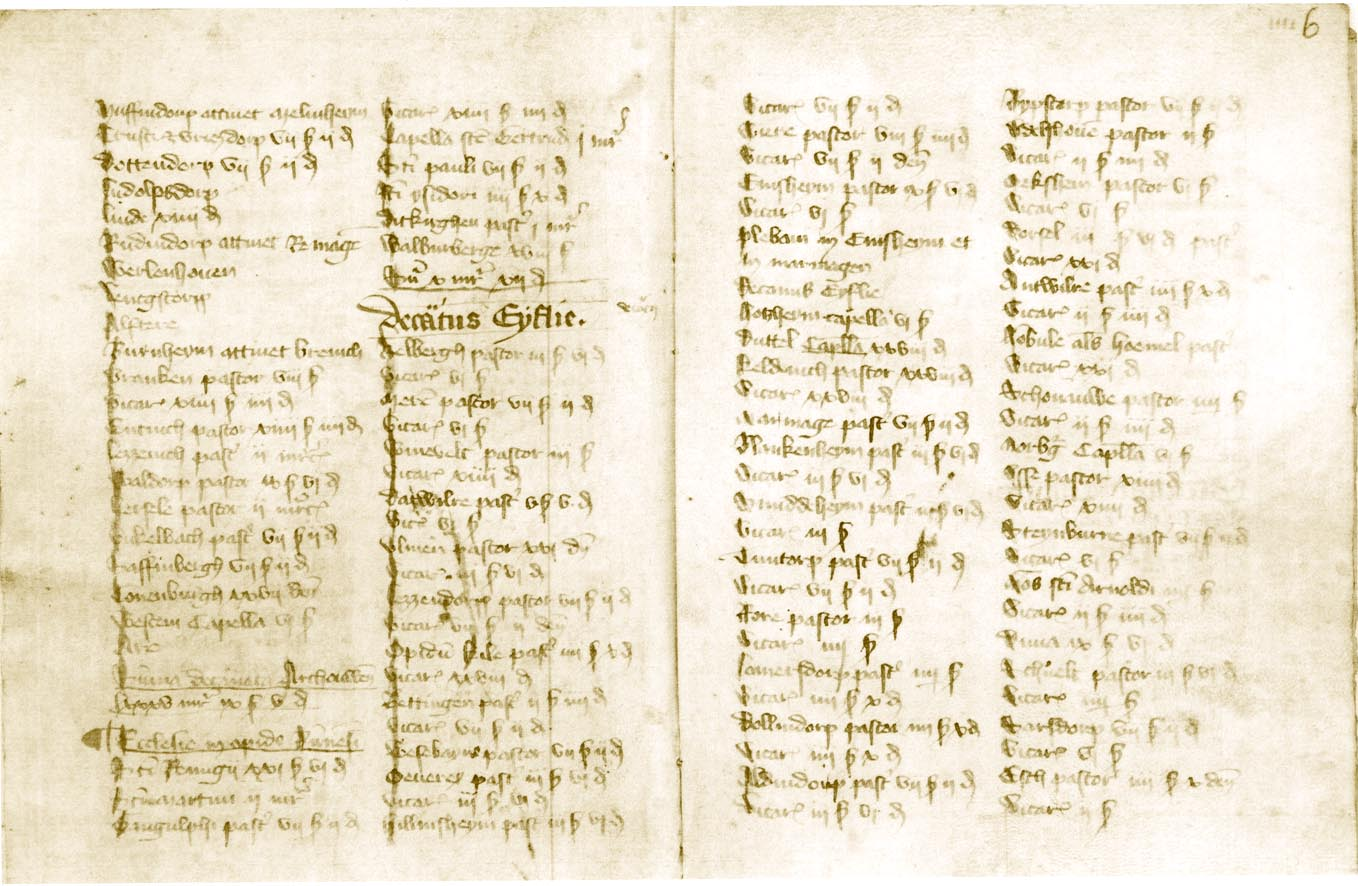
Auszug aus dem Liber valoris 1308
Landesarchiv NRW, Abteilung Rheinland, Kurköln VIII,13, Seite 6

## Beschreibung
Insofern gilt dieses Zehntverzeichnis mit seinen uns erstmals sichtbar vorliegenden Eintragungen als das älteste tatsächlich überlieferte Manuskript des Liber valoris; es ist jedoch lediglich als Abschrift aus der Zeit um 1400 erhalten (siehe auch Kurköln VIII Nr. 13/1). Bis heute ist seine Datierung nicht eindeutig geklärt. Manche Autoren sprechen von einem Aufzeichnungszeitraum „um 1300“. Für die Mehrzahl der Forscher gibt es jedoch hinreichend Hinweise für ein Entstehungsdatum von 1308. Die Fassung des Liber valoris aus 1308 ist also beileibe nicht die früheste Version, aber das älteste noch im Papierform existierende Abgabenverzeichnis aller Pfarrgemeinden im Erzbistum Köln.
Der Liber valoris diente der Ermittlung der Decimae, eines Anteils also, der als sogenanntes Subsidium Charitativum dem Erzbischof von Köln zustand. Die im Liber valoris festgelegten Sätze waren mindestens bis zum Jahre 1548 Berechnungsgrundlage für die Festlegung von Abgaben, die vergleichbar sind mit den heutigen Kirchensteuern.
Wie vor allem Urkunden des 13. Jahrhunderts erhellen, stellte die Zehntberechtigung der Kirche die vermögensrechtliche Grundlage ihrer Verpflichtung dar, für den Bau, den Erhalt und die Ausstattung der Gotteshäuser Sorge zu tragen.
Bereits aus karolingischer Zeit, also spätestens seit dem 9. Jahrhundert, sind vereinzelte Liegenschaftsverzeichnisse als Grundlagen für Abgaben an die Obrigkeit überliefert (so zum Beispiel der bedeutende Prümer Urbar, der ebenfalls weite Gegenden des Rheinlandes und darüber hinaus benennt). Doch keine dieser frühen Erhebungen umfasst ein derart großes und zugleich in sich geschlossenes Gebiet von immerhin 25 Dekanaten (der Erzdiözese Köln) wie der Liber valoris in der Übergangszeit vom hohen zum späten Mittelalter.
Die früheste Fassung ca. 1300/1308 ist besonders deshalb bedeutsam, weil sie eine Vielzahl von neu entstandenen Pastorate und Vikariate im Erzbistum Köln aufführt. Es gibt jedoch (leider verschollene) Vorläufer: Vieles spricht dafür, dass etliche Ortseintragungen für das Kölner Erzbistum bereits aus älteren Fassungen dieses Abgabenbuches übernommen wurden, das spätestens 1250 entstanden ist: Die Pfarren Weilerswist, Glehn oder auch Hilberath bei Rheinbach beziehen sich auf einen erstmaligen Eintrag in einen Liber valoris um 1274. Vermutlich existier(t)en noch frühere Heberegister aus der Erzdiözese Köln. Alle jene mutmaßlichen Fassungen des Liber valoris aus der Zeit vor 1300 sind jedoch nicht mehr auffindbar. Sie sind jedoch Grundlagen für die Gemeinde-Eintragungen, die jahrzehnte- und jahrhundertelang immer wieder aufgelegt, aufs Neue übernommen und abgeschrieben wurden.

## Überlieferung
Im Landesarchiv Nordrhein-Westfalen Abteilung Rheinland liegt der Liber valoris in mehreren Fassungen aus den Jahren um 1300 (vermutlich 1308), 1378, 1390, ca. 1440, 1510 und 1575 (siehe unten „Quellen“) vor.
Die Bezeichnung Liber valoris geht auf den Pfarrer Joseph Hubert Mooren aus Wachtendonk zurück, der in den Urkunden des Stiftes Xanten in der ersten Hälfte des 19. Jahrhunderts einen Codex ohne Titel mit ebendiesen Aufzeichnungen fand. Diese Handschrift stammt aus dem Jahre 1348. Ihre ursprüngliche Bezeichnung lautete: Registrum decimarum civitatis et cleri Coloniensis.
Als wohl ältestes Verzeichnis aller Pfarrkirchen im Bistum Köln bedeutet der Liber valoris für etliche Ortschaften in der Region zugleich den ältesten beurkundeten Beleg. Das Verzeichnis stellt somit einen eminent wichtigen Nachweis dar für die Existenz zahlreicher Gemeinden im Übergang vom Spätmittelalter zur frühen Neuzeit. Anton J. Binterim und Joseph H. Mooren gehen sogar so weit, ausdrücklich zu vermerken, dass fast alle im Liber valoris genannten Pfarreien wahrscheinlich schon zur Zeit Karls des Großen (768 – 814) bestanden haben. Allerdings wird diese Behauptung von Friedrich Wilhelm Oediger erheblich in Zweifel gezogen.

## Ortsnennungen (Auswahl)
Alphabetische Liste dieser Orte:
- Bedburdyck / Jüchen, Pfarre St. Martinus, LV 1308 als Betbure
- Borbeck / Essen, Pfarrgemeinde St. Dionysius, 1308
- Gierath / Jüchen, Pfarre St. Martinus, LV 1308 als Geroide
- Gohr / Dormagen u. Neuss, Pfarrgemeinde St. Odilia Gohr, 1308
- Immendorf / Köln, Kloster St. Severin:  LV 1308 als Immelendorp, 1378 Ymrnlendorp, um 1400 Y(i)mmendorff
- Hemmerden / Grevenbroich, Pfarre St. Mauri, LV 1308 als Hemmerde
- Kürten, Berg. Land, Pfarrgemeinde St. Joh. Baptist, LV 1308 als Curtine
- Marmagen, St. Laurentius, Gemeinde Nettersheim, Kreis Euskirchen, LV 1308
- Mechernich in der Nordeifel, LV 1308